# Михаил М. Иванов
Михаил М. Иванов (рус. Михаил М Иванов; Архангелск, 10. јануар 1969) је српски шаховски велемајстор и шаховски тренер руског порекла. 

## Шаховска каријера
Шах је учио у школи коју је водио Иван Карбашников. Иванов је 1992. стекао титулу међународног мајстора шаха, а титулу велемајстора године 1993. године.
Иванов је, поред турнира у Русији, играо и у шаховским лигама Немачке, Аустрије, Финске, Чешке, Француске, Луксембурга, Белгије, Исланда и Србије.
Освојио је турнире у Трондхајму (1997), Дајцисау (1998), Бишвилеру (1998), Лојтерсдорфу (2000), Селести у Француској (2001), Крајлсхајму (2003, 2005), Сен-Шели-д’Обраку у Француској (2005) и Кемницу (2007).
Од 14. априла 2022. живи у Србији и члан је Шаховског савеза Србије.